# Hora zjednoczenia w Krajowej
Hora zjednoczenia w Krajowej (rum. Hora unirii la Craiova) – obraz olejny Theodora Amana, namalowany pod wpływem wydarzeń, mających na celu zjednoczenie księstw rumuńskich. Obecnie znajduje się w Narodowe Muzeum Sztuki Rumuńskiej w Bukareszcie.

## Opis obrazu
Obraz przedstawia tłum zgromadzony na dziedzińcu Szkoły Głównej (Școala Centrală) w Krajowej (dziś Szkoła Państwowa im. Karola I). W świetle pochodni i latarni miejskich część zgromadzonych osób tańczy tzw. horę zjednoczenia. Hora zjednoczenia (rum. Hora Unirii) jest okolicznościowym utworem, którego tekst napisał w 1856 r. Vasile Alecsandri, zaś muzykę, nawiązującą do hory, ludowego tańca rumuńskiego, skomponował Alexandru Flechtenmacher. W przedstawionym na obrazie tańcu biorą udział osoby w różnym wieku obu płci. W lewym dolnym rogu znajduje się podobizna samego Amana wraz z rodziną.

## Tło powstania
Koncepcje dotyczące zjednoczenia dwu księstw rumuńskich (Mołdawii i Wołoszczyzny) pojawiły się pod wpływem romantycznych koncepcji wolnościowych w latach 40. XIX w. Postulaty polityczne, dotyczące jedności dwu państw rumuńskich, wysuwano podczas rewolucyjnych wystąpień Wiosny Ludów w 1848 r., jednak bez rezultatu. Po zakończeniu wojny krymskiej (1856) koncepcję zjednoczenia księstw rumuńskich rozważały mocarstwa europejskie (Rosja i Francja, a także Piemont), widząc w tym możliwość osłabienia Turcji osmańskiej. Podpisany wówczas traktat paryski nie przyniósł spodziewanych zmian w statusie Mołdawii i Wołoszczyzny. Dopiero przeprowadzone w 1857 r. w Mołdawii i Wołoszczyźnie wybory do tzw. dywanów ad hoc przyniosły zwycięstwo unionistom. W październiku 1857 r. najpierw dywan mołdawski, później wołoski przyjęły deklaracje o rozpoczęciu procesu zjednoczeniowego. Na wieść o tym w wielu miastach urządzano okazjonalne uroczystości. Theodor Aman, przebywający podówczas w Krajowej, był świadkiem wybuchu radości na ulicach miasta, co zainspirowało go do namalowania obrazu.